# 田口翔太郎
田口 翔太郎（たぐち しょうたろう）は日本の漫画家。2018年8月、小学館のWebコミック配信『裏サンデー』と同社マンガアプリ『マンガワン』にて「不死身のパイセン」で連載漫画家デビュー。2020年1月より「裏バイト:逃亡禁止」を裏サンデーとマンガワンにて連載中。

## 作品リスト

### 連載
- 不死身のパイセン（『マンガワン』）[2]
- 裏バイト:逃亡禁止（『マンガワン』2020年1月4日 - 連載中）[3]

### 読み切り
- アメリカン・ノスタルジーの逆襲（『週刊少年チャンピオン』2014年20号[4]）
- シックス・ナンセンス（『別冊少年チャンピオン』2015年6月号）
- 或る町（『週刊ヤングマガジン』2025年34号）

### 書籍
- 『不死身のパイセン』小学館〈裏少年サンデーコミックス〉、2018年12月19日発売、電子版のみ
  - 『不死身のパイセン 業』小学館〈裏少年サンデーコミックス〉、2023年12月12日発売[5]、ISBN 978-4-09-853056-4、上記の単行本に連載再開後のエピソードを追加
- 『裏バイト:逃亡禁止』、小学館〈裏少年サンデーコミックス〉2020年 - 、既刊16巻（2025年6月12日現在）